# Aisha (Sängerin)

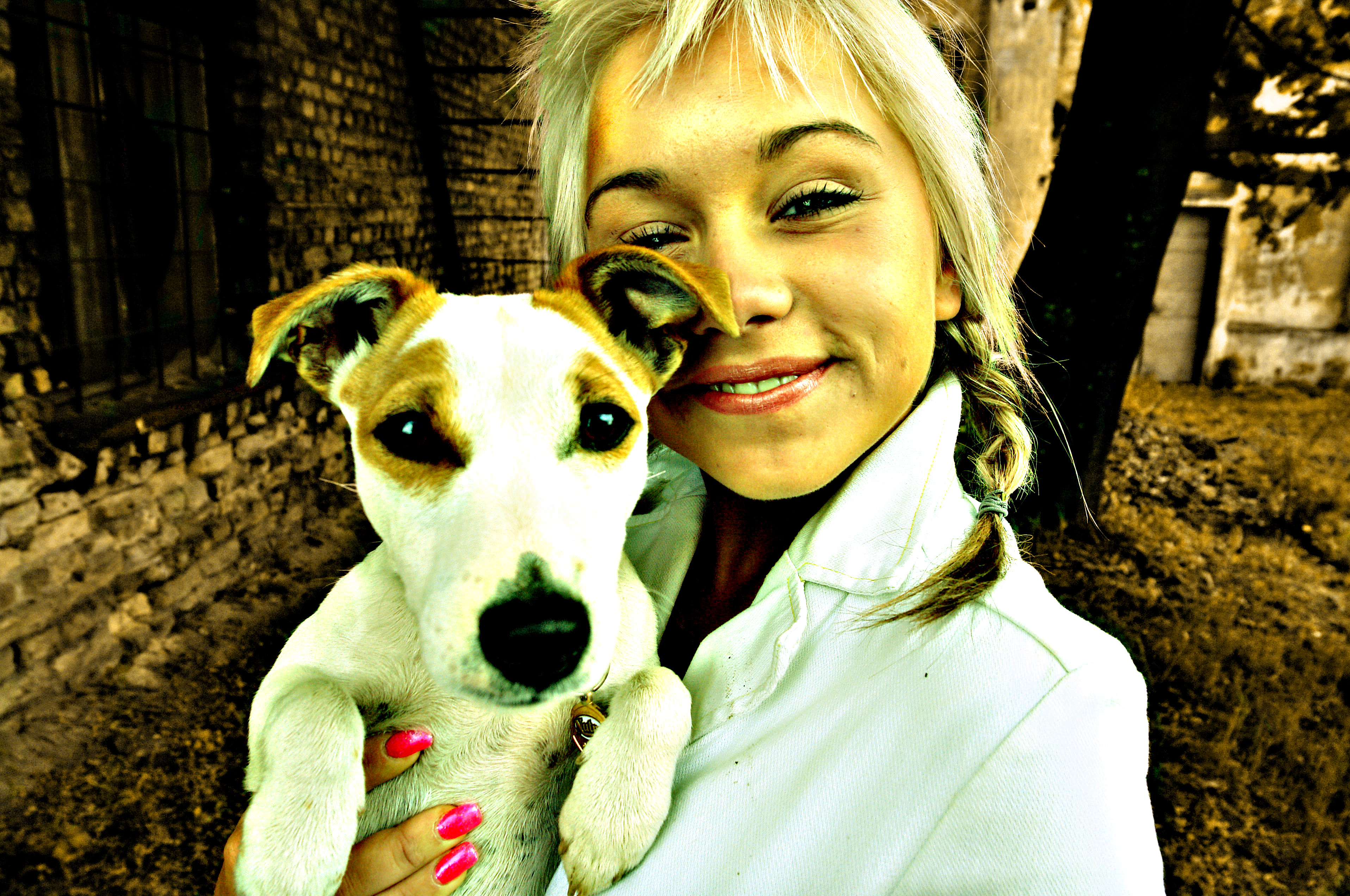
Aisha (2006)

Aija Andrejeva (besser bekannt als Aisha, * 16. Januar 1986 in Ogre) ist eine lettische Sängerin.

## Leben und Wirken
Sie nahm von 2007 bis 2010 jedes Jahr an der Fernsehshow Eirodziesma teil, bis sie 2010 mit dem Lied What For? (Only Mr. God Knows Why) den Wettbewerb um die Teilnahme für Lettland am Eurovision Song Contest 2010 gewinnen konnte. Dort belegte die Sängerin im ersten Halbfinale jedoch den 17. und somit letzten Platz mit zwölf Punkten und schied aus. 2011 verlas sie die lettische Punktevergabe für den 56. Eurovision Song Contest in Düsseldorf.

## Diskografie
Alben
- 2006: Tu un es
- 2008: Viss kārtībā, Mincīt!
- 2009: Dvēselīte